# Liga mistrů UEFA 2010/2011
Sezóna 2010/11 Ligy mistrů byla 56. ročníkem klubové soutěže pro nejlepší evropské fotbalové týmy a druhý ročník v tomto kvalifikačním formátu. Finále tohoto ročníku se odehrálo 28. května 2011 ve Stadion Wembley, v Anglii. Obhájcem titulu byl italský klub Inter Milán. Vítěz soutěže se kvalifikoval na Mistrovství světa ve fotbale klubů 2011, stejně jako do UEFA Super Cupu 2011.

## Účastnická místa
Tohoto ročníku účastnilo celkem 76 týmů z 52 členských zemí UEFA (Lichtenštejnsko neorganizuje žádnou vlastní ligovou soutěž). Každá země měla přidělen počet míst podle koeficientů UEFA. Žebříček UEFA určuje počet týmů v nadcházející sezóně, a to v první sezóně po zveřejnění žebříčku. Proto je rozdělení týmů v letech 2010-11 podle pořadí v žebříčku UEFA v roce 2009, ne 2010. Obhájce titulu, Inter Milán, získal místo ve skupinové fázi prostřednictvím svého domácího ligového umístění, místo vyhrazené pro obhájce titulu tedy nebylo využito.
Níže je kvalifikační systém pro Ligu mistrů UEFA 2010/11:
- Země 1-3 (Anglie, Španělsko a Itálie): 4 týmy
- Země 4-6 (Německo, Francie a Rusko): 3 týmy
- Země 7-15 (Ukrajina, Nizozemsko, Rumunsko, Portugalsko, Turecko, Řecko, Skotsko, Belgie, Švýcarsko): 2 týmy
- Země 16-53: 1 tým

|                           |                                             | Týmy začínající v tomto kole                                                                 | Týmy postupující z předchozího kola                                               |
| ------------------------- | ------------------------------------------- | -------------------------------------------------------------------------------------------- | --------------------------------------------------------------------------------- |
| 1. předkolo (4 týmy)      | 1. předkolo (4 týmy)                        | - 4 mistři ze zemí 50-53                                                                     |                                                                                   |
| 2. předkolo (34 týmů)     | 2. předkolo (34 týmů)                       | - 32 mistrů ze zemí 17-49                                                                    | - 2 vítězové z 1. předkola                                                        |
| 3. předkolo               | Pro mistry lig (20 týmů)                    | - 3 mistři ze zemí 14-16                                                                     | - 17 vítězů z 2. předkola (mistři)                                                |
| 3. předkolo               | Pro týmy, které nejsou mistry lig (10 týmů) | - 9 týmů ze druhých míst zemí 7-15 - 1 tým ze třetího místa země 6                           |                                                                                   |
| 4. předkolo               | Pro mistry lig (10 týmů)                    |                                                                                              | - 10 vítězů z 3. předkola (mistři)                                                |
| 4. předkolo               | Pro týmy, které nejsou mistry lig (10 týmů) | - 2 týmy ze třetích míst zemí 4-5 - 3 týmy ze čtvrtých míst zemí 1-3                         | - 5 vítězů z 3. předkola (týmy z nižších pozic)                                   |
| Skupinová fáze (32 týmů)  | Skupinová fáze (32 týmů)                    | - 13 mistrů ze zemí 1-13 - 6 týmů ze druhých míst zemí 1-6 - 3 týmy ze třetích míst zemí 1-3 | - 5 vítězů z 4. předkola (mistři) - 5 vítězů z 4. předkola (týmy z nižších pozic) |
| Vyřazovací fáze (16 týmů) | Vyřazovací fáze (16 týmů)                   |                                                                                              | - 8 vítězů skupin - 8 týmů z druhých míst                                         |

### Týmy
V závorkách je uvedeno ligové umístění klubů v uplynulé sezoně.
| Skupinová část            | Skupinová část                | Skupinová část                | Skupinová část                |
| ------------------------- | ----------------------------- | ----------------------------- | ----------------------------- |
| Inter MilánOT (1.)        | Valencia (3.)                 | Olympique Lyon (2.)           | CFR Kluž (1.)                 |
| Chelsea FC (1.)           | AS Řím (2.)                   | FK Rubin Kazaň (1.)           | Benfica SL (1.)               |
| Manchester United FC (2.) | AC Milán (3.)                 | FK Spartak Moskva (2.)        | Bursaspor (1.)                |
| Arsenal FC (3.)           | Bayern Mnichov (1.)           | Šachtar Doněck (1.)           | Panathinaikos (1.)            |
| Barcelona (1.)            | Schalke 04 (2.)               | Twente (1.)                   | Rangers (1.)                  |
| Real Madrid (2.)          | Olympique Marseille (1.)      |                               |                               |
| 4. předkolo               |                               |                               |                               |
| Mistři lig                | Týmy, které nejsou mistry lig | Týmy, které nejsou mistry lig | Týmy, které nejsou mistry lig |
|                           | Tottenham Hotspur FC (4.)     | Sampdoria (4.)                | Auxerre (3.)                  |
| Sevilla (4.)              | SV Werder Bremen (3.)         |                               |                               |
| 3. předkolo               |                               |                               |                               |
| Mistři lig                | Týmy, které nejsou mistry lig | Týmy, které nejsou mistry lig | Týmy, které nejsou mistry lig |
| Anderlecht (1.)           | Zenit Petrohrad (3.)          | Braga (2.)                    | Celtic (2.)                   |
| FC Basel 1893 (1.)        | FK Dynamo Kyjev (2.)          | Fenerbahçe (2.)               | Gent (2.)                     |
| FC Kodaň (1.)             | Ajax (2.)                     | PAOK (P-1.)                   | Young Boys (2.)               |
|                           | Unirea Urziceni (2.)          |                               |                               |
| 2. předkolo               |                               |                               |                               |
| Litex Loveč (1.)          | Žilina (1.)                   | FK BATE (1.)                  | Levadia (1.)                  |
| Sparta Praha (1.)         | Lech Poznań (1.)              | Željezničar (1.)              | KS Dinamo Tirana (1.)         |
| Rosenborg (1.)            | Dinamo Záhřeb (1.)            | Debrecen (1.)                 | FK Aktobe (1.)                |
| Red Bull Salzburg (1.)    | HJK Helsinki (1.)             | FH (1.)                       | FC Pjunik Jerevan (1.)        |
| Partizan (1.)             | Ekranas (1.)                  | Sheriff Tiraspol (1.)         | The New Saints (1.)           |
| Hapoel Tel Aviv (1.)      | Bohemian FC (1.)              | FC Rustavi Metallurgist (1.)  | Linfield (1.)                 |
| Omonia (1.)               | Liepājas Metalurgs (1.)       | FK Renova Džepčište (1.)      | HB Tórshavn (1.)              |
| AIK (1.)                  | Koper (1.)                    | FK Inter Baku (1.)            | Jeunesse Esch (1.)            |
| 1. předkolo               |                               |                               |                               |
| Rudar Pljevlja (1.)       | FC Santa Coloma (1.)          | Birkirkara (1.)               | Tre Fiori (1.)                |

OT Obhájce titulu

## Termíny
| Fáze            | Kolo            | Termín losu             | První zápas                                | Odveta                                     |
| --------------- | --------------- | ----------------------- | ------------------------------------------ | ------------------------------------------ |
| Předkola        | První předkolo  | 21. června 2010         | 29–30. června 2010                         | 6–7. července 2010                         |
| Předkola        | Druhé předkolo  | 21. června 2010         | 13–14. července 2010                       | 20–21. července 2010                       |
| Předkola        | Třetí předkolo  | 16. července 2010       | 27–28. července 2010                       | 3–4. srpna 2010                            |
| Předkola        | Čtvrté předkolo | 6. srpna 2010           | 17–18. srpna 2010                          | 24–25. srpna 2010                          |
| Skupinová část  | 1. hrací den    | 26. srpna 2010 (Monako) | 14–15. září 2010                           | 14–15. září 2010                           |
| Skupinová část  | 2. hrácí den    | 26. srpna 2010 (Monako) | 28–29. září 2010                           | 28–29. září 2010                           |
| Skupinová část  | 3. hrací den    | 26. srpna 2010 (Monako) | 19–20. října 2010                          | 19–20. října 2010                          |
| Skupinová část  | 4. hrací den    | 26. srpna 2010 (Monako) | 2–3. listopadu 2010                        | 2–3. listopadu 2010                        |
| Skupinová část  | 5. hrací den    | 26. srpna 2010 (Monako) | 23–24. listopadu 2010                      | 23–24. listopadu 2010                      |
| Skupinová část  | 6. hrací den    | 26. srpna 2010 (Monako) | 7–8. prosince 2010                         | 7–8. prosince 2010                         |
| Vyřazovací fáze | Osmifinále      | 17. prosince 2010       | 15–16 & 22–23. února 2011                  | 8–9 & 15–16. března 2011                   |
| Vyřazovací fáze | Čtvrtfinále     | 18. března 2011         | 5–6. dubna 2011                            | 12–13. dubna 2011                          |
| Vyřazovací fáze | Semifinále      | 18. března 2011         | 26–27. dubna 2011                          | 3–4. května 2011                           |
| Vyřazovací fáze | Finále          | 18. března 2011         | 28. května 2011 at Stadion Wembley, Londýn | 28. května 2011 at Stadion Wembley, Londýn |

## Předkola
V novém systému Ligy mistrů, se hrají dva samostatné kvalifikační turnaje. Kvalifikace mistrů (která začíná od prvního předkola) je pro kluby, které vyhrály domácí ligu a neměly nárok se kvalifikovat do skupinové fáze, zatímco kvalifikace pro týmy, které nejsou mistry (která začíná ve třetím předkole), je pro kluby, které nevyhrály domácí ligu a neměly nárok se kvalifikovat do skupinové fáze.

### 1. předkolo
Los prvního a druhého předkola se uskutečnil 21. června 2010 ve švýcarském Nyonu. Úvodní zápasy se odehrály 29. června a 30. června, odvety 6. a 7. července 2010.
| Domácí v 1. zápase | Celkem | Hosté v 1. zápase | 1. zápas | 2. zápas |
| ------------------ | ------ | ----------------- | -------- | -------- |
| Tre Fiori          | 1 – 7  | Rudar Pljevlja    | 0 – 3    | 1 – 4    |
| FC Santa Coloma    | 3 – 7  | Birkirkara        | 0 – 31   | 3 – 4    |

Poznámka
- Poznámka 1: Odloženo kvůli špatnému stavu hřiště. FC Santa Coloma navrhl odehrání zápasu 30. června, ale UEFA přidělila týmu Birkirkara FC vítězství 3-0 1. července.

### 2. předkolo
Úvodní zápasy se odehrály 13. července a 14. července, odvety 20. a 21. července 2010.
| Domácí v 1. zápase | Celkem           | Hosté v 1. zápase       | 1. zápas | 2. zápas   |
| ------------------ | ---------------- | ----------------------- | -------- | ---------- |
| Liepājas Metalurgs | 0 - 5            | Sparta Praha            | 0 – 3    | 0 - 2      |
| FK Aktobe          | 3 - 1            | FC Rustavi Metallurgist | 2 – 0    | 1 - 1      |
| Levadia            | 3 - 4            | Debrecen                | 1 – 1    | 2 - 3      |
| Partizan           | 4 - 1            | FC Pjunik Jerevan       | 3 – 1    | 1 - 0      |
| FK Inter Baku      | 1 - 1 (8:9 pen.) | Lech Poznań             | 0 – 1    | 1 - 0 (pp) |
| Dinamo Záhřeb      | 5 - 4            | Koper                   | 5 – 1    | 0 - 3      |
| Litex Loveč        | 5 - 0            | Rudar Pljevlja          | 1 – 0    | 4 - 0      |
| Birkirkara         | 1 - 3            | Žilina                  | 1 – 0    | 0 - 3      |
| Sheriff Tiraspol   | 3 - 2            | KS Dinamo Tirana        | 3 – 1    | 0 - 1      |
| Hapoel Tel Aviv    | 6 - 0            | Željezničar             | 5 – 0    | 1 - 0      |
| Omonia             | 5 - 0            | FK Renova Džepčište     | 3 – 0    | 2 - 0      |
| Red Bull Salzburg  | 5 - 1            | HB Tórshavn             | 5 – 0    | 0 - 1      |
| Bohemian FC        | 1 - 4            | The New Saints          | 1 – 0    | 0 - 4      |
| FK BATE            | 6 - 1            | FH                      | 5 – 1    | 1 - 0      |
| AIK                | 1 - 0            | Jeunesse Esch           | 1 – 0    | 0 - 0      |
| Linfield           | 0 - 2            | Rosenborg               | 0 – 0    | 0 - 2      |
| Ekranas            | 1 - 2            | HJK Helsinki            | 1 – 0    | 0 - 2 (pp) |

### 3. předkolo
Třetí předkolo bylo rozděleno do dvou samostatných částí: jedna pro mistry a druhá pro týmy z nižších pozic. Poražené týmy se kvalifikovaly do 4. předkola Evropské ligy UEFA 2010/11. První zápasy se odehraly ve dnech 27. a 28. července a odvety - 3. a 4. srpna 2010.

#### Pro mistry lig
| Domácí v 1. zápase | Celkem           | Hosté v 1. zápase | 1. zápas | 2. zápas   |
| ------------------ | ---------------- | ----------------- | -------- | ---------- |
| Sparta Praha       | 2 - 0            | Lech Poznań       | 1 - 0    | 1 - 0      |
| FK Aktobe          | 2 - 3            | Hapoel Tel Aviv   | 1 - 0    | 1 - 3      |
| Sheriff Tiraspol   | 2 - 2 (6:5 pen.) | Dinamo Záhřeb     | 1 - 1    | 1 - 1 (pp) |
| Litex Loveč        | 2 - 4            | Žilina            | 1 - 1    | 1 - 3      |
| Debrecen           | 1 - 5            | FC Basel 1893     | 0 - 2    | 1 - 3      |
| AIK                | 0 - 4            | Rosenborg         | 0 - 1    | 0 - 3      |
| Partizan           | 5 - 1            | HJK Helsinki      | 3 - 0    | 2 - 1      |
| FK BATE            | 2 - 3            | FC Kodaň          | 0 - 0    | 2 - 3      |
| The New Saints     | 1 - 6            | Anderlecht        | 1 - 3    | 0 - 3      |
| Omonia             | 2 - 5            | Red Bull Salzburg | 1 - 1    | 1 - 4      |

#### Pro týmy, které nejsou mistry lig
| Domácí v 1. zápase | Celkem | Hosté v 1. zápase | 1. zápas | 2. zápas |
| ------------------ | ------ | ----------------- | -------- | -------- |
| Ajax               | 4 - 4  | PAOK              | 1 - 1    | 3 - 3    |
| FK Dynamo Kyjev    | 6 - 1  | Gent              | 3 - 0    | 3 - 1    |
| Young Boys         | 3 - 2  | Fenerbahçe        | 2 - 2    | 1 - 0    |
| Braga              | 4 - 2  | Celtic            | 3 - 0    | 1 - 2    |
| Unirea Urziceni    | 0 - 1  | Zenit Petrohrad   | 0 - 0    | 0 - 1    |

### 4. předkolo
Poražené týmy ve 4. předkole vstoupily do základních skupin Evropské ligy. První zápasy se odehrály 17. a 18. srpna, zatímco odvety 24. a 25. srpna 2010.

#### Pro mistry lig
| Domácí v 1. zápase | Celkem           | Hosté v 1. zápase | 1. zápas | 2. zápas   |
| ------------------ | ---------------- | ----------------- | -------- | ---------- |
| Red Bull Salzburg  | 3 - 4            | Hapoel Tel Aviv   | 2 - 3    | 1 - 1      |
| Rosenborg          | 2 - 2            | FC Kodaň          | 2 - 1    | 0 - 1      |
| FC Basel 1893      | 4 - 0            | Sheriff Tiraspol  | 1 - 0    | 3 - 0      |
| Sparta Praha       | 0 - 3            | Žilina            | 0 - 2    | 0 - 1      |
| Partizan           | 4 - 4 (3:2 pen.) | Anderlecht        | 2 - 2    | 2 - 2 (pp) |

#### Pro týmy, které nejsou mistry lig
| Domácí v 1. zápase | Celkem | Hosté v 1. zápase    | 1. zápas | 2. zápas   |
| ------------------ | ------ | -------------------- | -------- | ---------- |
| Young Boys         | 3 - 6  | Tottenham Hotspur FC | 3 - 2    | 0 - 4      |
| Braga              | 5 - 3  | Sevilla              | 1 - 0    | 4 - 3      |
| SV Werder Bremen   | 5 - 4  | Sampdoria            | 3 - 1    | 2 - 3 (pp) |
| Zenit Petrohrad    | 1 - 2  | Auxerre              | 1 - 0    | 0 - 2      |
| FK Dynamo Kyjev    | 2 - 3  | Ajax                 | 1 - 1    | 1 - 2      |

## Skupinová fáze
Celkem 32 klubů hrálo ve skupinové fázi: 10 vítězů z 4. předkola (5 mistrů a 5 týmů z nižších pozic), a 22 klubů, které začínaly v této fázi:
Kluby byly rozděleny do 8 skupin po 4 týmech. Losování proběhlo 26. srpna v 18:00 v Monaku. Vítězové skupin a druzí umístění postoupili do Osmifinále, třetí umístěný tým vstoupil do play-off Evropské ligy.
| Vysvětlivky k barevným označením tabulek |
| ---------------------------------------- |
| postup do osmifinále                     |
| postup do play-off Evropské ligy         |

### Skupina A
| Team                 | PU | V | R | P | VB | OB | RB | B  |
| -------------------- | -- | - | - | - | -- | -- | -- | -- |
| Tottenham Hotspur FC | 6  | 3 | 2 | 1 | 18 | 11 | +7 | 11 |
| Inter Milán          | 6  | 3 | 1 | 2 | 12 | 11 | +1 | 10 |
| FC Twente            | 6  | 1 | 3 | 2 | 9  | 11 | −2 | 6  |
| SV Werder Bremen     | 6  | 1 | 2 | 3 | 6  | 12 | −6 | 5  |

|                      | INT   | TOT   | TWE   | BRM   |
| -------------------- | ----- | ----- | ----- | ----- |
| Inter Milán          | –     | 4 - 3 | 1 - 0 | 4 - 0 |
| Tottenham Hotspur FC | 3 - 1 | –     | 4 - 1 | 3 - 0 |
| FC Twente            | 2 - 2 | 3 - 3 | –     | 1 - 1 |
| SV Werder Bremen     | 3 - 0 | 2 - 2 | 0 - 2 | –     |

### Skupina B
| Team            | PU | V | R | P | VB | OB | RB | B  |
| --------------- | -- | - | - | - | -- | -- | -- | -- |
| Schalke 04      | 6  | 4 | 1 | 1 | 10 | 3  | +7 | 13 |
| Olympique Lyon  | 6  | 3 | 1 | 2 | 11 | 10 | +1 | 10 |
| Benfica SL      | 6  | 2 | 0 | 4 | 7  | 12 | -5 | 6  |
| Hapoel Tel Aviv | 6  | 1 | 2 | 3 | 7  | 10 | −3 | 5  |

|                 | SLB   | HTA   | OL    | SCH   |
| --------------- | ----- | ----- | ----- | ----- |
| Benfica SL      | –     | 2 - 0 | 4 - 3 | 1 - 2 |
| Hapoel Tel Aviv | 3 - 0 | –     | 1 - 3 | 0 - 0 |
| Olympique Lyon  | 2 - 0 | 2 - 2 | –     | 1 - 0 |
| Schalke 04      | 2 - 0 | 3 - 1 | 3 - 0 | –     |

### Skupina C
| Team                 | PU | V | R | P | VB | OB | RB  | B  |
| -------------------- | -- | - | - | - | -- | -- | --- | -- |
| Manchester United FC | 6  | 4 | 2 | 0 | 7  | 1  | +6  | 14 |
| Valencia CF          | 6  | 3 | 2 | 1 | 15 | 4  | +11 | 11 |
| Rangers FC           | 6  | 1 | 3 | 2 | 3  | 6  | -3  | 6  |
| Bursaspor            | 6  | 0 | 1 | 5 | 2  | 16 | −14 | 1  |

|                      | BUR   | MU    | RAN   | VAL   |
| -------------------- | ----- | ----- | ----- | ----- |
| Bursaspor            | –     | 0 - 3 | 1 - 1 | 0 - 4 |
| Manchester United FC | 1 - 0 | –     | 0 - 0 | 1 - 1 |
| Rangers FC           | 1 - 0 | 0 - 1 | –     | 1 - 1 |
| Valencia CF          | 6 - 1 | 0 - 1 | 3 - 0 | –     |

### Skupina D
| Team             | PU | V | R | P | VB | OB | RB  | B  |
| ---------------- | -- | - | - | - | -- | -- | --- | -- |
| FC Barcelona     | 6  | 4 | 2 | 0 | 14 | 3  | +11 | 14 |
| FC Kodaň         | 6  | 3 | 1 | 2 | 7  | 5  | +2  | 10 |
| FK Rubin Kazaň   | 6  | 1 | 3 | 2 | 2  | 4  | -2  | 6  |
| Panathinaikos FC | 6  | 0 | 2 | 4 | 2  | 13 | −11 | 2  |

|                  | BAR   | FCK   | PAN   | RUB   |
| ---------------- | ----- | ----- | ----- | ----- |
| FC Barcelona     | –     | 2 - 0 | 5 - 1 | 2 - 0 |
| FC Kodaň         | 1 - 1 | –     | 3 - 1 | 1 - 0 |
| Panathinaikos FC | 0 - 3 | 0 - 2 | –     | 0 - 0 |
| FK Rubin Kazaň   | 1 - 1 | 1 - 0 | 0 - 0 | –     |

### Skupina E
| Team           | PU | V | R | P | VB | OB | RB  | B  |
| -------------- | -- | - | - | - | -- | -- | --- | -- |
| Bayern Mnichov | 6  | 5 | 0 | 1 | 16 | 6  | +10 | 15 |
| AS Řím         | 6  | 3 | 1 | 2 | 10 | 11 | −1  | 10 |
| FC Basel 1893  | 6  | 2 | 0 | 4 | 8  | 10 | -2  | 6  |
| CFR Kluž       | 6  | 1 | 1 | 4 | 6  | 12 | -6  | 4  |

|                | BSL   | BAY   | CFR   | ASR   |
| -------------- | ----- | ----- | ----- | ----- |
| FC Basel 1893  | –     | 1 - 2 | 1 - 0 | 2 - 3 |
| Bayern Mnichov | 3 - 0 | –     | 3 - 2 | 2 - 0 |
| CFR Kluž       | 2 - 1 | 0 - 4 | –     | 1 - 1 |
| AS Řím         | 1 - 3 | 3 - 2 | 2 - 1 | –     |

### Skupina F
| Team                | PU | V | R | P | VB | OB | RB  | B  |
| ------------------- | -- | - | - | - | -- | -- | --- | -- |
| Chelsea FC          | 6  | 5 | 0 | 1 | 14 | 4  | +10 | 15 |
| Olympique Marseille | 6  | 4 | 0 | 2 | 12 | 3  | +9  | 12 |
| FK Spartak Moskva   | 6  | 3 | 0 | 3 | 7  | 10 | -3  | 9  |
| Žilina              | 6  | 0 | 0 | 6 | 3  | 19 | −16 | 0  |

|                     | CHL   | OM    | SPM   | ŽIL   |
| ------------------- | ----- | ----- | ----- | ----- |
| Chelsea FC          | –     | 2 - 0 | 4 - 1 | 2 - 1 |
| Olympique Marseille | 1 - 0 | –     | 0 - 1 | 1 - 0 |
| FK Spartak Moskva   | 0 - 2 | 0 - 3 | –     | 3 - 0 |
| Žilina              | 1 - 4 | 0 - 7 | 1 - 2 | –     |

### Skupina G
| Team        | PU | V | R | P | VB | OB | RB  | B  |
| ----------- | -- | - | - | - | -- | -- | --- | -- |
| Real Madrid | 6  | 5 | 1 | 0 | 15 | 2  | +13 | 16 |
| AC Milán    | 6  | 2 | 2 | 2 | 7  | 7  | 0   | 8  |
| Ajax        | 6  | 2 | 1 | 3 | 6  | 10 | −4  | 7  |
| Auxerre     | 6  | 1 | 0 | 5 | 3  | 12 | -9  | 3  |

|             | AJX   | AUX   | ACM   | RM    |
| ----------- | ----- | ----- | ----- | ----- |
| Ajax        | –     | 2 - 1 | 1 - 1 | 0 - 4 |
| Auxerre     | 2 - 1 | –     | 0 - 2 | 0 - 1 |
| AC Milán    | 0 - 2 | 2 - 0 | –     | 2 - 2 |
| Real Madrid | 2 - 0 | 4 - 0 | 2 - 0 | –     |

### Skupina H
| Team           | PU | V | R | P | VB | OB | RB  | B  |
| -------------- | -- | - | - | - | -- | -- | --- | -- |
| Šachtar Doněck | 6  | 5 | 0 | 1 | 12 | 6  | +6  | 15 |
| Arsenal FC     | 6  | 4 | 0 | 2 | 18 | 7  | +11 | 12 |
| Braga          | 6  | 3 | 0 | 3 | 5  | 11 | -6  | 9  |
| Partizan       | 6  | 0 | 0 | 6 | 2  | 13 | -11 | 0  |

|                | ARS   | SCB   | PTZ   | SHK   |
| -------------- | ----- | ----- | ----- | ----- |
| Arsenal FC     | –     | 6 - 0 | 3 - 1 | 5 - 1 |
| Braga          | 2 - 0 | –     | 2 - 0 | 0 - 3 |
| Partizan       | 1 - 3 | 0 - 1 | –     | 0 - 3 |
| Šachtar Doněck | 2 - 1 | 2 - 0 | 1 - 0 | –     |

## Vyřazovací část

### Osmifinále
| Domácí v 1. zápase | Celkem | Hosté v 1. zápase    | 1. zápas | 2. zápas |
| ------------------ | ------ | -------------------- | -------- | -------- |
| AS Řím             | 2 : 6  | Šachtar Doněck       | 2 : 3    | 0 : 3    |
| AC Milán           | 0 : 1  | Tottenham Hotspur FC | 0 : 1    | 0 : 0    |
| Valencia CE        | 2 : 4  | Schalke 04           | 1 : 1    | 1 : 3    |
| Inter Milán        | 3 : 3  | Bayern Mnichov       | 0 : 1    | 3 : 2    |
| Olympique Lyon     | 1 : 4  | Real Madrid          | 1 : 1    | 0 : 3    |
| Arsenal FC         | 3 : 4  | Barcelona            | 2 : 1    | 1 : 3    |
| Marseille          | 1 : 2  | Manchester United FC | 0 : 0    | 1 : 2    |
| FC Kodaň           | 0 : 2  | Chelsea FC           | 0 : 2    | 0 : 0    |

### Čtvrtfinále
| Domácí v 1. zápase | Celkem | Hosté v 1. zápase    | 1. zápas | 2. zápas |
| ------------------ | ------ | -------------------- | -------- | -------- |
| Real Madrid        | 5 : 0  | Tottenham Hotspur FC | 4 : 0    | 1 : 0    |
| Chelsea FC         | 1 : 3  | Manchester United FC | 0 : 1    | 1 : 2    |
| Barcelona          | 6 : 1  | Šachtar Doněck       | 5 : 1    | 1 : 0    |
| Inter Milán        | 3 : 7  | Schalke 04           | 2 : 5    | 1 : 2    |

### Semifinále
| Domácí v 1. zápase | Celkem | Hosté v 1. zápase    | 1. zápas | 2. zápas |
| ------------------ | ------ | -------------------- | -------- | -------- |
| Real Madrid        | 1 : 3  | Barcelona            | 0 : 2    | 1 : 1    |
| Schalke 04         | 1 : 6  | Manchester United FC | 0 : 2    | 1 : 4    |

### Finále
| 28. května 2011 20:45 SEČ                            |        |                   |                                                                |
| Barcelona                                            | 3 - 1  | Manchester United | Stadion Wembley, Londýn diváci: 87 695 rozhodčí: Viktor Kassai |
| Pedro Rodríguez 27' Lionel Messi 54' David Villa 69' | Report | Wayne Rooney 34'  | Stadion Wembley, Londýn diváci: 87 695 rozhodčí: Viktor Kassai |

### Pavouk
|  | Osmifinále     | Osmifinále  | Osmifinále | Osmifinále |   |                | Čtvrtfinále | Čtvrtfinále | Čtvrtfinále | Čtvrtfinále |  |            | Semifinále | Semifinále | Semifinále | Semifinále |           |   | Finále | Finále |
|  |                |             |            |            |   |                |             |             |             |             |  |            |            |            |            |            |           |   |        |        |
|  | AS Řím         | 2           | 0          | 2          |   |                |             |             |             |             |  |            |            |            |            |            |           |   |        |        |
|  | Šachtar Doněck | 3           | 3          | 6          |   |                |             |             |             |             |  |            |            |            |            |            |           |   |        |        |
|  | Šachtar Doněck | 3           | 3          | 6          |   | Šachtar Doněck | 1           | 0           | 1           |             |  |            |            |            |            |            |           |   |        |        |
|  |                |             |            |            |   | Šachtar Doněck | 1           | 0           | 1           |             |  |            |            |            |            |            |           |   |        |        |
|  |                | Barcelona   | 5          | 1          | 6 |                |             |             |             |             |  |            |            |            |            |            |           |   |        |        |
|  | Arsenal FC     | Barcelona   | 5          | 1          | 6 | 2              | 1           | 3           |             |             |  |            |            |            |            |            |           |   |        |        |
|  | Arsenal FC     |             |            |            |   | 2              | 1           | 3           |             |             |  |            |            |            |            |            |           |   |        |        |
|  | Barcelona      | 1           | 3          | 4          |   |                |             |             |             |             |  |            |            |            |            |            |           |   |        |        |
|  | Barcelona      | 1           | 3          | 4          |   |                |             |             |             |             |  | Barcelona  | 2          | 1          | 3          |            |           |   |        |        |
|  |                |             |            |            |   |                |             |             |             |             |  | Barcelona  | 2          | 1          | 3          |            |           |   |        |        |
|  |                | Real Madrid | 0          | 1          | 1 |                |             |             |             |             |  |            |            |            |            |            |           |   |        |        |
|  | AC Milán       | Real Madrid | 0          | 1          | 1 | 0              | 0           | 0           |             |             |  |            |            |            |            |            |           |   |        |        |
|  | AC Milán       |             |            |            |   | 0              | 0           | 0           |             |             |  |            |            |            |            |            |           |   |        |        |
|  | Tottenham      | 1           | 0          | 1          |   |                |             |             |             |             |  |            |            |            |            |            |           |   |        |        |
|  | Tottenham      | 1           | 0          | 1          |   | Tottenham      | 0           | 0           | 0           |             |  |            |            |            |            |            |           |   |        |        |
|  |                |             |            |            |   | Tottenham      | 0           | 0           | 0           |             |  |            |            |            |            |            |           |   |        |        |
|  |                | Real Madrid | 4          | 1          | 5 |                |             |             |             |             |  |            |            |            |            |            |           |   |        |        |
|  | Olympique Lyon | Real Madrid | 4          | 1          | 5 | 1              | 0           | 1           |             |             |  |            |            |            |            |            |           |   |        |        |
|  | Olympique Lyon |             |            |            |   | 1              | 0           | 1           |             |             |  |            |            |            |            |            |           |   |        |        |
|  | Real Madrid    | 1           | 3          | 4          |   |                |             |             |             |             |  |            |            |            |            |            |           |   |        |        |
|  | Real Madrid    | 1           | 3          | 4          |   |                |             |             |             |             |  |            |            |            |            |            | Barcelona | 3 |        |        |
|  |                |             |            |            |   |                |             |             |             |             |  |            |            |            |            |            |           | 3 |        |        |
|  |                | Manchester  | 1          |            |   |                |             |             |             |             |  |            |            |            |            |            |           |   |        |        |
|  | Inter Milán    | Manchester  | 1          | 0          | 3 | 3              |             |             |             |             |  |            |            |            |            |            |           |   |        |        |
|  | Inter Milán    |             |            | 0          | 3 | 3              |             |             |             |             |  |            |            |            |            |            |           |   |        |        |
|  | Bayern Mnichov | 1           | 2          | 3          |   |                |             |             |             |             |  |            |            |            |            |            |           |   |        |        |
|  | Bayern Mnichov | 1           | 2          | 3          |   | Inter Milán    | 2           | 1           | 3           |             |  |            |            |            |            |            |           |   |        |        |
|  |                |             |            |            |   | Inter Milán    | 2           | 1           | 3           |             |  |            |            |            |            |            |           |   |        |        |
|  |                | Schalke 04  | 5          | 2          | 7 |                |             |             |             |             |  |            |            |            |            |            |           |   |        |        |
|  | Valencia CE    | Schalke 04  | 5          | 2          | 7 | 1              | 1           | 2           |             |             |  |            |            |            |            |            |           |   |        |        |
|  | Valencia CE    |             |            |            |   | 1              | 1           | 2           |             |             |  |            |            |            |            |            |           |   |        |        |
|  | Schalke 04     | 1           | 3          | 4          |   |                |             |             |             |             |  |            |            |            |            |            |           |   |        |        |
|  | Schalke 04     | 1           | 3          | 4          |   |                |             |             |             |             |  | Schalke 04 | 0          | 1          | 1          |            |           |   |        |        |
|  |                |             |            |            |   |                |             |             |             |             |  | Schalke 04 | 0          | 1          | 1          |            |           |   |        |        |
|  |                | Manchester  | 2          | 4          | 6 |                |             |             |             |             |  |            |            |            |            |            |           |   |        |        |
|  | Marseille      | Manchester  | 2          | 4          | 6 | 0              | 1           | 1           |             |             |  |            |            |            |            |            |           |   |        |        |
|  | Marseille      |             |            |            |   | 0              | 1           | 1           |             |             |  |            |            |            |            |            |           |   |        |        |
|  | Manchester     | 0           | 2          | 2          |   |                |             |             |             |             |  |            |            |            |            |            |           |   |        |        |
|  | Manchester     | 0           | 2          | 2          |   | Manchester     | 1           | 2           | 3           |             |  |            |            |            |            |            |           |   |        |        |
|  |                |             |            |            |   | Manchester     | 1           | 2           | 3           |             |  |            |            |            |            |            |           |   |        |        |
|  |                | Chelsea FC  | 0          | 1          | 1 |                |             |             |             |             |  |            |            |            |            |            |           |   |        |        |
|  | FC Kodaň       | Chelsea FC  | 0          | 1          | 1 | 0              | 0           | 0           |             |             |  |            |            |            |            |            |           |   |        |        |
|  | FC Kodaň       |             |            |            |   | 0              | 0           | 0           |             |             |  |            |            |            |            |            |           |   |        |        |
|  | Chelsea FC     | 2           | 0          | 2          |   |                |             |             |             |             |  |            |            |            |            |            |           |   |        |        |

### Vítěz
| Liga mistrů UEFA 2010/11 (4. titul) Víctor Valdés • Dani Alves • Gerard Piqué • Javier Mascherano • Éric Abidal • Sergio Busquets • Xavi • Andrés Iniesta • David Villa • Pedro Rodríguez • Lionel Messi • Oier Olazabal • Carles Puyol • Bojan Krkić • Seydou Keita • Ibrahim Afellay • Adriano • Thiago Alcântara Trenér: Pep Guardiola |